# Bothus
Bothus is een geslacht van straalvinnige vissen uit de familie van de botachtigen (Bothidae). Het geslacht werd voor het eerst wetenschappelijk beschreven in 1810 door Constantine Samuel Rafinesque-Schmaltz.

## Soorten
- Bothus assimilis (Günther, 1862)
- Bothus constellatus (Jordan, 1889)
- Bothus ellipticus (Poey, 1860)
- Bothus guibei Stauch, 1966
- Bothus leopardinus (Günther, 1862)
- Bothus lunatus (Linnaeus, 1758) – Pauwbot
- Bothus myriaster (Temminck & Schlegel, 1846)
- Bothus mancus (Broussonet, 1782)
- Bothus mellissi Norman, 1931
- Bothus maculiferus (Poey, 1860)
- Bothus ocellatus (Agassiz, 1831)
- Bothus podas (Delaroche, 1809) – Gevlekte dwergtarbot
- Bothus pantherinus (Rüppell, 1830) – Panterbot
- Bothus robinsi Topp & Hoff, 1972
- Bothus swio Hensley, 1997
- Bothus tricirrhitus Kotthaus, 1977